# نبی‌اوغلو (اردهان)
نبی‌اوغلو (به ترکی استانبولی: Nebioğlu) یک منطقهٔ مسکونی در ترکیه است که در اردهان واقع شده‌است.